# 레임덕

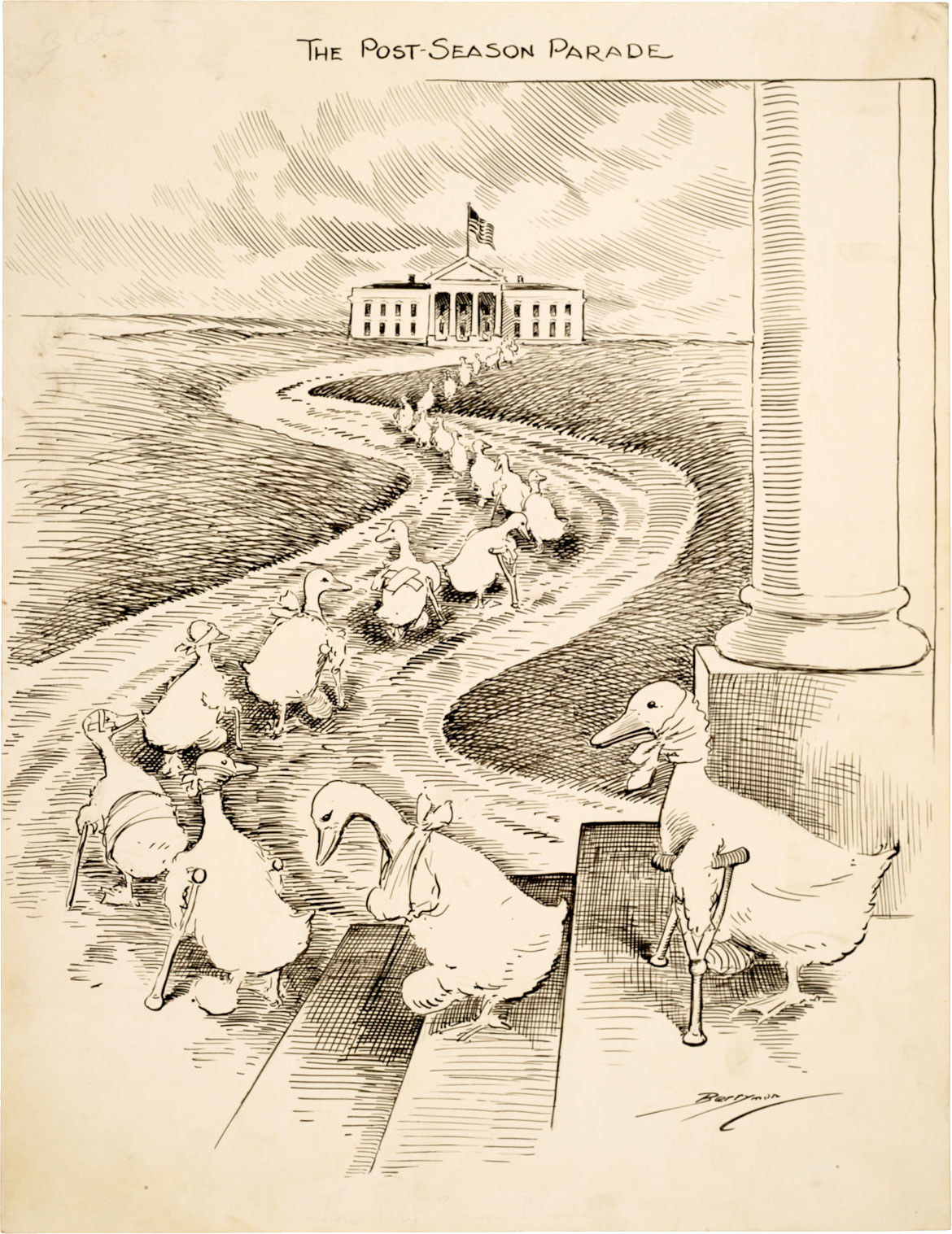

레임 덕(lame duck)은 임기 만료를 앞둔 현직 대통령에게 나타나는 권력누수 현상이다. 여기서 레임(lame)은 '다리를 저는, 절름발이의'라는 뜻으로, 즉 대통령의 권위나 명령이 제대로 시행되지 않아서 국정 수행에 차질이 생기는 현상이다. 임기 말 증후군이라고도 한다.
레임덕보다 권력누수의 정도가 더 심각한 경우에 대하여 데드덕(dead duck, 죽은 오리)으로 일컫기도 한다.
레임덕은 주요 현안에 관한 정책 결정이 늦어질 뿐 아니라 공조직 업무 능력을 저하해 국정 공백을 일으키는 등 나라 전체에 부정적인 영향을 끼칠 수 있는 위험한 현상이다.
특히 3선이 금지된 미국은 2기째 현직 대통령의 소속 정당이 선거에서 승리하지 못했을 때나 현직 대통령이 재선에 실패하여 새로운 대통령이 취임할 때까지 약 3개월 동안 나타날 수 있는 현상이다.
집권여당이 의회에서 다수당 지위를 확보하는데 실패하여 대통령의 권력누수가 발생할 경우에는 '조기 레임덕'이라는 표현을 사용하기도 한다.
아래와 같은 경우에 발생하기 쉽다.
- 임기 제한으로 인해 권좌나 지위에 오르지 못하게 된 경우
- 임기 만료가 얼마 남지 않은 경우
- 집권당이 의회에서 다수 의석을 얻지 못한 경우
- 해당 지위가 폐지되었으나 남은 임기 동안 그 직책을 계속 유지하려고 하는 경우.

## 유래
오리가 기우뚱거리며 걷는 모습에 비유한 말로써 1700년대 채무 불이행 상태가 된 증권 거래인을 가리키는 용어로 등장하였다. 정치적인 의미를 띠게 된 것은 1860년대로 에이브러햄 링컨 대통령 재임당시에 임기가 1년 남은 시점에 상대편 당의 국회의원 등이 대통령의 말에 반하는 행동을 하는 등하는 것에서 비롯되었다.

## 같이 보기
- 임시정부